# Big Hawk
John Edward Hawkins, meglio noto come H.A.W.K o Big Hawk (Houston, 1º novembre 1969 – Houston, 1º maggio 2006), è stato un rapper statunitense, fratello maggiore di un altro rapper, Fat Pat, ucciso nel 1998.

## Biografia
Nel 1994 Hawk, Fat Pat, DJ Screw e alcuni loro amici, KK e Koldjack, collaborarono per formare il gruppo D.E.A. e la casa discografica Dead End Records (chiamata così dal quartiere dove Hawk era cresciuto). Il loro primo album, datato 1995, fu Screwed For Life e vedeva le collaborazioni di Lil'Keke e Big Pokey. Dopo la morte di Fat Pat e di DJ Screw e l'incarcerazione di altri membri della crew, lo scopo di Hawk fu quello di mantenere vivo il "Ghetto Dream". Nel 1999 Hawk partecipò a una compilation assieme a Mike D, Mr. 3-2, Claydoe e alcuni membri della Screwed Up Click, fondata sempre da Hawk. Il primo album solista di Hawk è datato 2000 e il titolo è Under Hawk's Wings, registrato con Lil' Flip, Lil' Keke, Big Moe, Z-Ro e Lil' Troy.
Hawk era rispettato nella scena rap di Houston ed era apparso in numerosi mixtape di artisti come Paul Wall, Lil' Flip, Z-Ro, E.S.G., Lil' Keke e Big Pokey. Dopo la morte di Screw nel 2000, Hawk divenne responsabile della sopravvivenza della Screwed Up Click, assumendo anche il soprannome di Generale Cinque Stelle della Screwed Up Click. Il suo secondo album, nel 2002, fu registrato con la casa discografica "Ghetto Dreams Entertainment" e il titolo era HAWK. Con il brano U Already Know Big Hawk arrivò alla posizione 45 della classifica R & B and Rap albums della Billboard. Alla Game Face Records, altra casa discografica, Big Hawk incontrò e strinse amicizia con un gruppo di giovani esordienti, i GritBoyz, e con un artista di nome Starchy Archy. I tre legarono e presto cominciarono a scrivere testi assieme. Hawk nel 2003 pubblicò A Bad Azz Mixtape Vol. II. Un anno dopo con Lil' Keke pubblicò Wreckin 2K4 con la Presidential Records.
Hawk apparve nel brano di Trae Swang, che includeva un tributo a Fat Pat, nel 2005. Nel 2006 Big Hawk, assieme a Clint Dempsey, membro della Nazionale di calcio americana, pubblicò una canzone per la pubblicità di promozione dei Mondiali di Germania 2006 "Joga Bonito" della Nike, ovvero Don't Tread.

### Vita privata
John sposò Meshah Writa Ayana Henderson nell'aprile 2006 (un mese prima del suo omicidio), con cui ebbe due figli. La coppia era stata fidanzata per quasi dieci anni.

### Morte
All'età di 36 anni, Big Hawk venne ucciso con dei colpi d'arma da fuoco la notte di lunedì 1º maggio 2006 alle 22:30 circa a Houston.

## Discografia

### Album in studio
- 2000 - Under Hawk's Wings
- 2002 - H.A.W.K.
- 2004 - Wreckin 2004 (con Lil' Keke)
- 2006 - Since the Grey Tapes Vol.4
- 2007 - Endangered Species
- 2008 - Still Wrekin' (con Lil' Keke)

### Mixtapes (con la Screwed Up Click)
- 2002 - Soldiers United 4 Cash
- 2002 - Vol. 1: Slow Loud and Bangin
- 2002 - Vol. 2: Slow Loud and Bangin
- 2003 - Bad Azz Mixtape 1&2''
- 2003 - The Incredible Hawk Vol 1.
- 2003 - The Incredible Hawk Vol 2.
- 2005 - Soldiers United 4 Cash Pt.2
- 2005 - Making History
- 2005 - Straight Wreckin Vol. 1
- 2005 - Straight Wreckin Vol. 2
- 2006 - Freestyle Kings
- 2006 - Under God's Wings